# تاهارا، آیچی
تاهارا، آیچی از شهرهای استان آیچی ژاپن است که جمعیت آن در ۱ ژانویه ۲۰۰۸ ۶۶٬۶۹۸نفر بوده‌است.